# 虎尾台糖舊診所及理髮廳
虎尾台糖舊診所及理髮廳位於臺灣雲林縣虎尾鎮，該建築在臺灣日治時期稱為「醫務室」，為虎尾地區提供醫療服務，二次大戰後該建築改稱「糖廠附屬醫院」。原有醫療功能被外界診所逐漸取代後，該建物層轉作「福利中心」，有理髮部、洗衣部、冰店等單位進駐。而在福利中心結束營業後，該建築曾短暫設置有醫護室，之後中央塔樓區與左側空間曾出租給民間經營。
2006年12月22日，該建物以「虎尾台糖舊診所及理髮廳」的名義登錄為雲林縣的歷史建築。

## 沿革
台糖虎尾總廠舊診所的建設年代約在昭和十一年至十三年（1936年-1938年），而在完工後建築的用途與格局歷經多次改變，《雲林縣歷史建築虎尾臺糖舊診所及理髮廳調查研究修復與再利用計畫》一書將其演變過程大致分為幾個時期：

### 日治時期
該建物在日治時期被稱為醫務室，是虎尾地區的第一個醫療機構。會至此看診的多以糖廠員工為主，值得一提的是醫務室內並沒有付費處，因為醫療費會由總務室統一從薪水中扣除，每次看診約扣三分錢。
此外醫務室設備完整，有：藥局、內科、外科、X光室、手術室、助產室、住院病房、醫生值班室、醫生及護士宿舍等等，其中診療室又分為內科、外科與婦產科三種。:61

### 二次世界大戰後

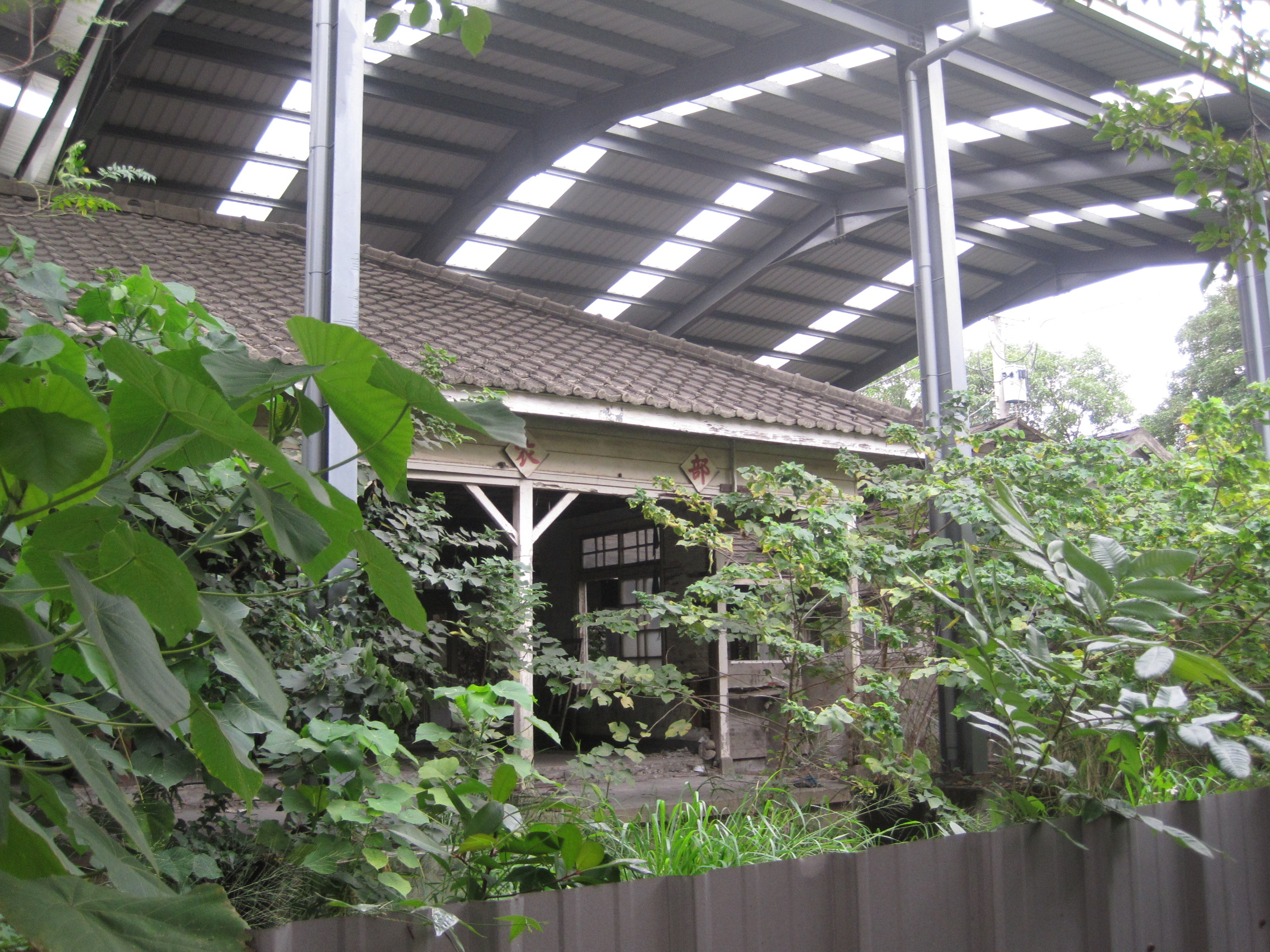
左側空間整修前的樣貌。依據牆上的文字這部分建築應該曾做為「洗衣部」使用。

二次大戰後醫務室改名為糖廠附屬醫院，內部使用空間將護士準備室及一間內科門診室改為牙科及婦產科，並在民國36年（1947年）於後側庭院增設太平間（已拆除）。
後來外界診所開始引進美國新藥物，逐漸取代了糖廠附屬醫院，醫院因而關閉閒置。另外糖廠舊福利社拆除後，將原先糖廠裡理髮部、洗衣部還有冰店等遷移到原附屬醫院建物內，且由於賣場需要較寬敞的空間，醫院內部隔間遭大量拆除，是該建物內部空間改變最多的時候。:63-64

### 天主教醫院進駐與後期出租民間經營
福利中心結束營業之後，天主教醫院約於民國74年（1985年）左右短期進駐糖廠設置醫護室，持續的期間大概1至2年。
到了民國95年（2006年）7月，台糖將舊診所中央塔樓區與左側空間出租給民間經營，出租期間承租人拆除大量空間，包含舊洗衣部、理髮部、圖書室及婦女會教室等，虎尾鎮當地的文史團體和意識到後與雲林縣政府文化局還有台糖開協商會議，促使台糖與民間解述此合約關係，後續則由虎尾巴文化協會發起民間募款，以拿回舊診所好保存現況。:65